# Службовий обов'язок (фільм)
Службовий обов'язок (англ. Line of Duty) — американський бойовик 2019 року режисера Стівена Міллера за сценарієм Джеремі Дрісдейла. У головних ролях знялися Аарон Екгарт, Кортні Ітон, Діна Меєр, Бенджамін Маккензі та Джанкарло Еспозіто. Зйомки проходили в Бірмінгемі (штат Алабама).

## Сюжет
Френк Пенні — опальний коп, який шукає спокути. Коли 11-річну доньку начальника поліції викрадають, Френк стає шахраєм, щоб спробувати її врятувати. Але щоб знайти дівчину, Френку знадобиться допомога Ави Брукс, чий канал новин у прямому ефірі транслює кожен крок Френка. Поки місто спостерігає, Френк і Ава змагаються з часом і не тільки їм доводиться стикатися з усіма перешкодами, але й братом викрадача, який прагне помститися.

## У ролях
| Актор              | Роль          |
| ------------------ | ------------- |
| Аарон Екгарт       | Френк Пенні   |
| Кортні Ітон        | Ава Брукс     |
| Джессіка Лу        | Кловер Нестел |
| Діна Меєр          | Рут Картер    |
| Джен Джеффкоут     | ведуча новин  |
| Кай Голдберг       | ведучий новин |
| Бенджамін Маккензі | Дін Келлер    |
| Джанкарло Еспозіто | Том Волк      |